# Mathijs Paasschens
Mathijs Paasschens, né le 18 mars 1996 à Rotterdam, est un coureur cycliste néerlandais.

## Biographie
Né à Rotterdam, Mathijs Paasschens déménage à l'âge de 3 ans à Heverlee, en Belgique,.
Il passe professionnel en 2019 au sein de l'équipe Wallonie Bruxelles.
En avril 2021, il participe au Tour des Flandres, où il est membre de l'échappée du jour. C'est également le cas lors de Liège-Bastogne-Liège, puis au Tour des Flandres 2022.

## Palmarès et résultats

### Palmarès par année
- 2015
  - 3e du championnat du Brabant flamand sur route espoirs
- 2016
  - 3e du championnat du Brabant flamand du contre-la-montre par équipes
  - 3e de la Heuvelland Classic
- 2017
  - Championnat du Brabant flamand sur route espoirs
  - Tour du Brabant flamand
  - 3e du championnat du Brabant flamand du contre-la-montre espoirs
- 2018
  - 2e étape du Tour de Namur
  - Grand Prix de la Magne
  - 1re étape des Trois Jours de Cherbourg
  - Heuvelland Classic
  - 2e du Mémorial Albert Fauville
  - 2e du Tour du Brabant flamand
  - 3e du Tour de Namur
  - 3e du Grand Prix des Marbriers
- 2019
  - Kreiz Breizh Elites :
    - Classement général
    - 2e étape

### Classements mondiaux
| Année                                 | 2018 | 2019 | 2020  | 2021  | 2022 | 2023 | 2024  |
| ------------------------------------- | ---- | ---- | ----- | ----- | ---- | ---- | ----- |
| Classement mondial                    | 793e | 618e | 1698e | 1730e | 675e | 704e | 2044e |
| UCI Europe Tour                       | 475e | 465e | 1259e | 1191e | 521e | nc   | nc    |
|                                       |      |      |       |       |      |      |       |
| Légende : nc = non classéSource : UCI |      |      |       |       |      |      |       |